# Planta ornamental

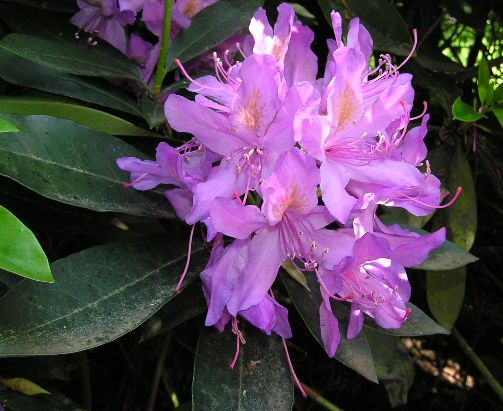
Rhododendron ponticum rododendro o azalea.

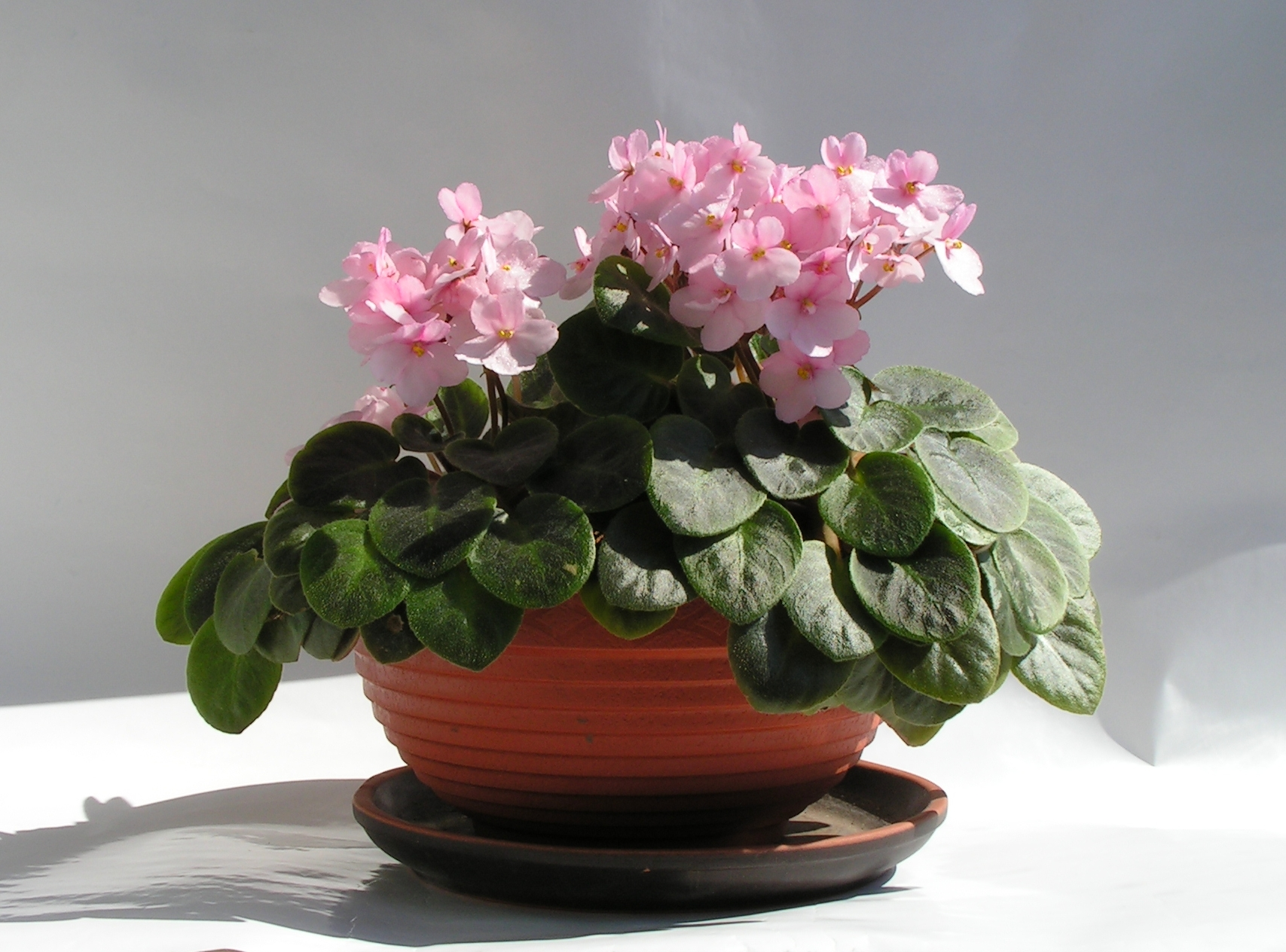
Cultivar de Saintpaulia ionantha, llamada popularmente violeta africana.

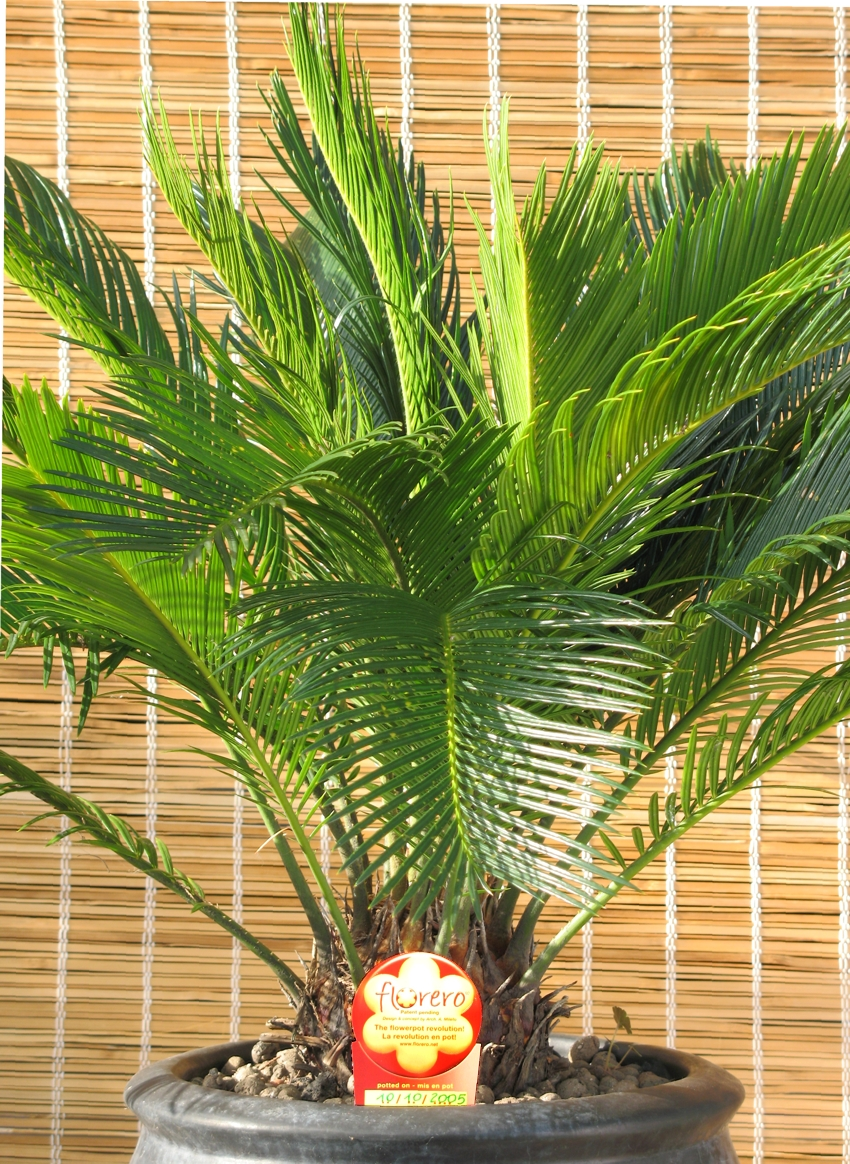
Cycas revoluta cultivada en maceta.

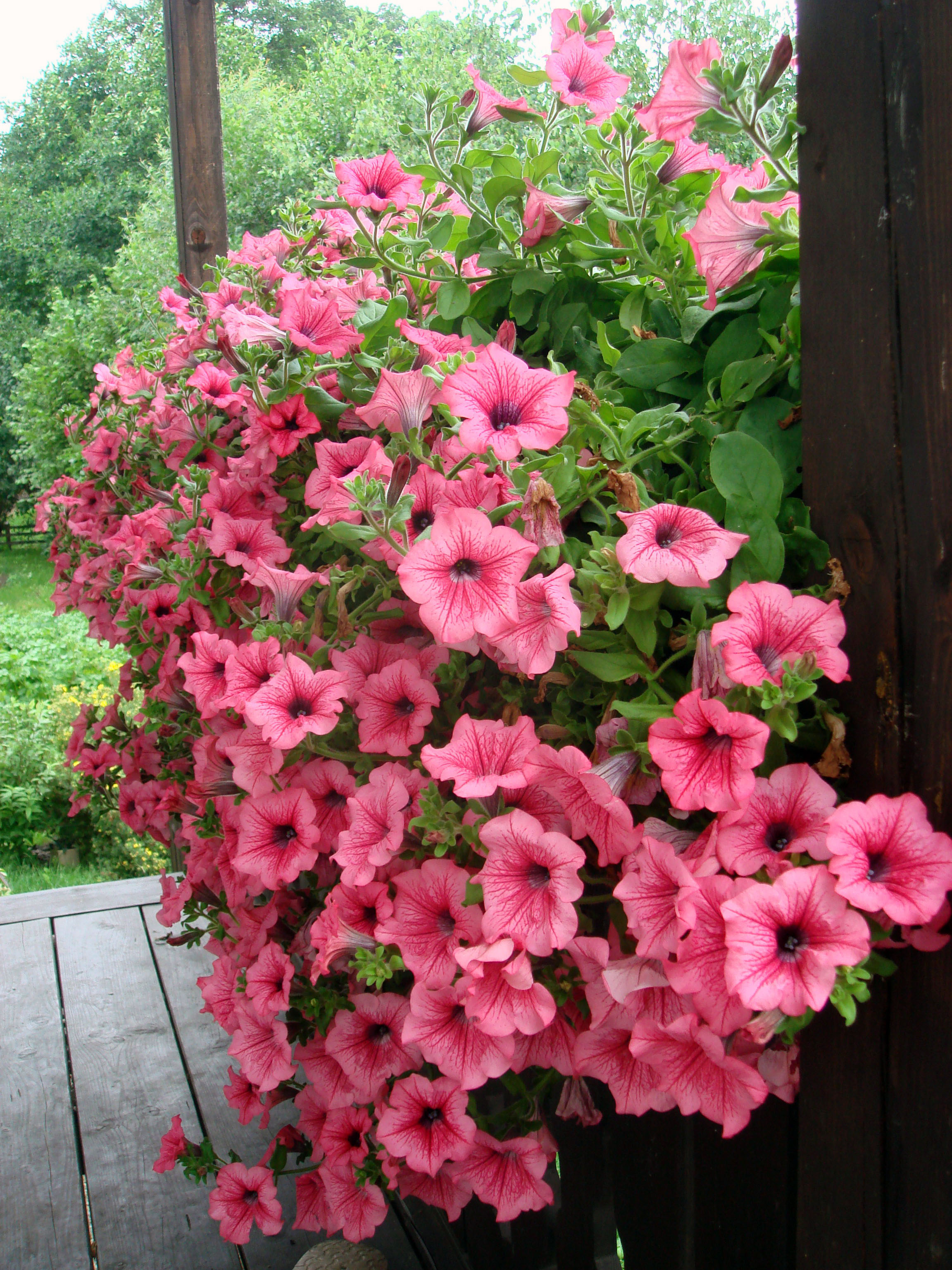
Flores de petunia en una terraza

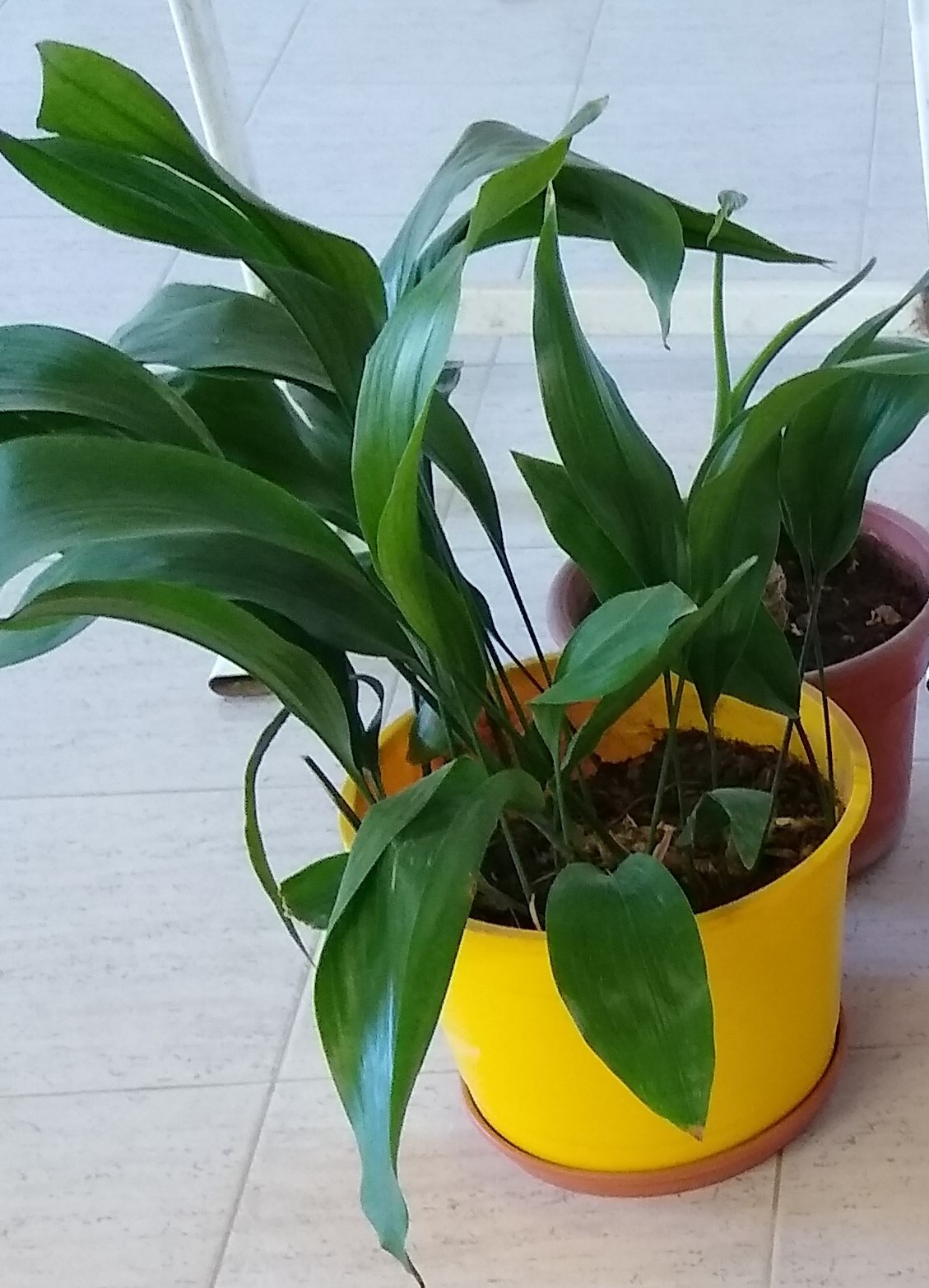
Planta interior, de hojas largas decorativa

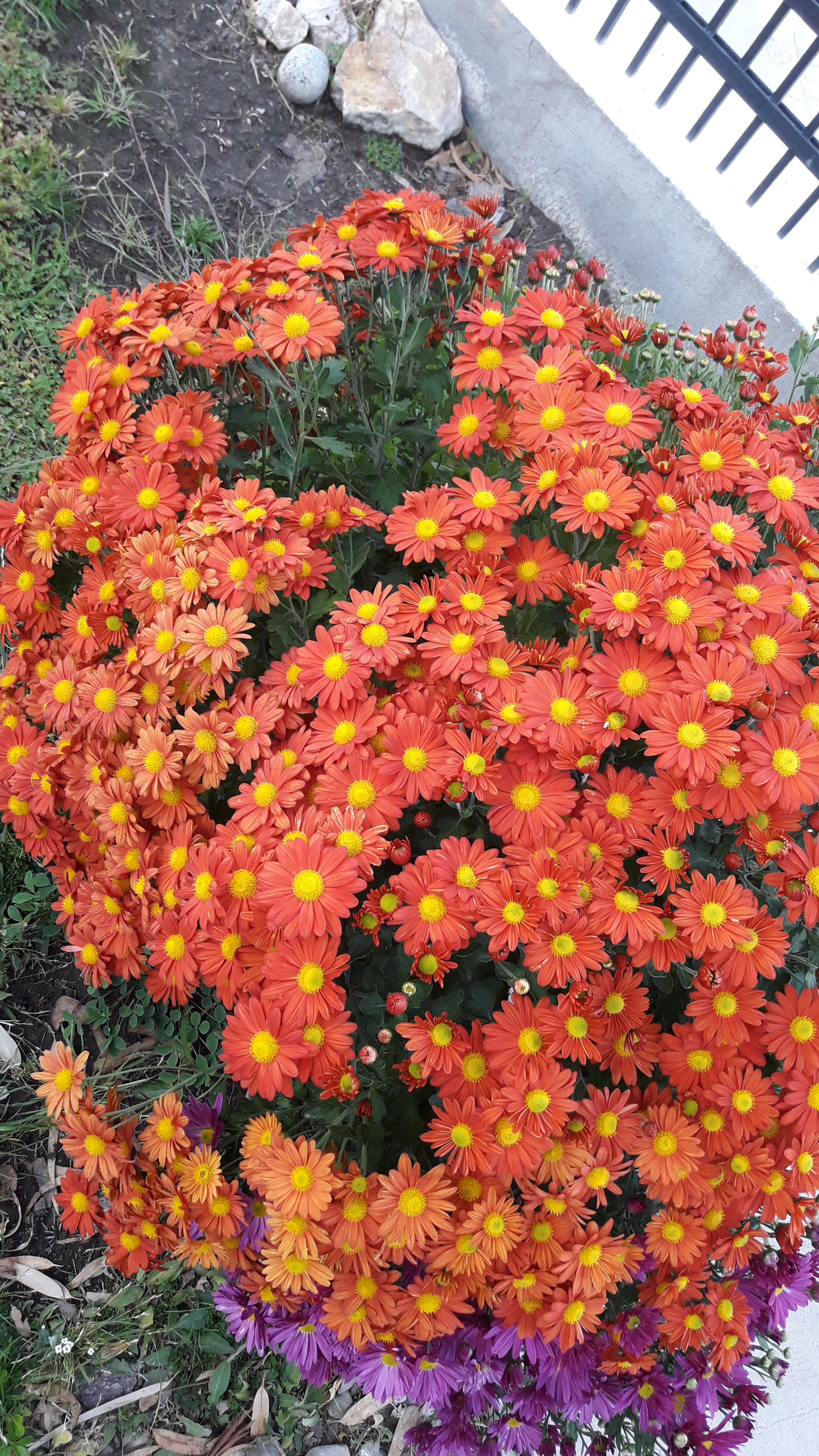
Plantas para ornamentar el jardìn

Una planta ornamental es aquella que se cultiva y se comercializa con propósitos decorativos por sus características estéticas, como las flores, hojas, perfume, la peculiaridad de su follaje, frutos o tallos en jardines y diseños paisajísticos, como planta de interior o para flor cortada.

## Comercio de plantas ornamentales
La producción de este tipo de plantas se separa en tres grupos:
- árboles, arbustos y especies de jardín, tanto perennes, como anuales o bienales destinadas al cultivo en jardines privados, parques públicos o decoración urbana;
- plantas de florista utilizadas como flor cortada, junto con varas/ramas de hojas verdes para composiciones florales, como ikebana, ramos o bouquets, guirnaldas, coronas;
- plantas de interior cultivadas en maceta o pequeños contenedores como una maceta para decoración en el hogar o centros públicos.

La cantidad y variedad de especies en oferta en el mercado a nivel mundial depende principalmente de la tendencia de compra de los consumidores, que demandan  variedad y máxima calidad.
Para que una planta llegue a tener valor comercial debe cumplir ciertos requisitos, como su resistencia a condiciones de cultivo adversas: tolerancia al suelo, riego o luz inadecuados, o a enfermedades y plagas.
La modificación de especies que cumplan estos requisitos ha dado lugar a desarrollar un campo de investigación científica que, apoyado por la tecnología, estudia la repercusión de compuestos químicos en los procesos vitales de las plantas, el cultivo en invernaderos bajo condiciones de luz y temperatura controladas o la creación de cultivares e híbridos manipulados genéticamente para, por ejemplo, que las plantas crezcan más compactas, alargar el periodo de floración, obtener flores más duraderas, grandes y vistosas o colores más vivos.

## Tipos de plantas consideradas ornamentales
A fecha de 2012, se estima que de las 35.000 plantas que el ser humano utiliza en general, alrededor de 28.000 se usan solo para fines ornamentales.
- Árboles y arbustos: coníferas como el cedro, el pino; de hoja persistente como la encina o caducifolios como el tilo, Ginkgo biloba, Cotoneaster, rododendro.

Ciertos árboles, como el naranjo, cerezo o almendro, entre otros, cultivados para uso alimentario también pueden plantarse como ornamentales cuando se utilizan en jardines o como decoración urbana, por su vistosidad en periodo de floración, porte o follaje.
- Helechos: asplenium, Angiopteris, Osmunda.
- Helechos arborescentes como Dicksonia.
- Trepadoras: hiedra, pasionaria, helecho trepador japonés.
- Acuáticas y palustres: nenúfares, entre los que se encuentran el loto y el irupé, helecho acuático, lentejas de agua.
- Palmeras: todas las de la familia Arecaceae, como Phoenix, Washingtonia, Roystonea, etc. Sin embargo también son incluidas pseudo-palmas como las cícadas (por ejemplo Cycas revoluta) y la palma del viajero (Ravenala madagascariensis).
- Plantas bulbosas y tuberosas: narcisos, jacintos, gladiolos, dalias.
- Cactus y crasas como algunas Euphorbia y la conocidísima Aloe vera.
- Anuales: petunia, Impatiens, albahaca, etc.
- Céspedes: muchas especies de pastos poáceos.
- Bambúes: Bambusoideae.
- Plantas de interior: Ficus, Dieffenbachia, Croton, orquídeas, Dionaea, Nepenthes .
- Epífitas: como el clavel del aire.

## Ecología
La domesticación de plantas a gran escala es un factor histórico que podría conllevar a la degradación de la biodiversidad, al generar una selección artificial de especies, en donde algunos seres vivos son protegidos por el hombre para adaptarse a sus requerimientos.